# Liceo Francés Internacional Molière de Madrid
El Lycée Français International Molière de Madrid anteriormente Liceo Francés Molière de Villanueva de la Cañada es un colegio internacional francés en Villanueva de la Cañada, Comunidad de Madrid, España. Se rige por las normas de los centros docentes extranjeros · en España, y de la Educación nacional francesa.
El centro forma parte de la Misión laica francesa (MLF) y todos los niveles están acreditados ("homologués") por la Agencia para la Enseñanza Francesa en el Extranjero (AEFE), desde petite section (2-3 años) hasta terminale (último año de lycée o bachillerato) ··. Además del francés, se enseña español e inglés desde edades tempranas, siguiendo el lema de la MLF: “dos culturas, tres lenguas”.
La escuela también cuenta con una guardería correspondiente al primer ciclo de educación infantil española.
Es uno de los cinco colegios franceses acreditados en Madrid y alrededores, con el Liceo francés de Madrid (y anexo Saint-Exupéry, en el noreste), Pomme d'Api (nivel Maternelle únicamente, en el noreste), San-Luis de los Franceses (nivel Primaria acreditado, colegio católico, en el noroeste), Union chrétienne de Saint-Chaumond (colegio católico para niñas, en el norte).
Como la mayoría de los centros franceses en el extranjero, el calendario escolar sigue los principios de los ritmos escolares franceses (36 semanas en 5 períodos) adaptándose al contexto local.

## Historia
La escuela fue constituida en 1973 como Cours Molière en Pozuelo de Alarcón, inicialmente como colegio de primaria (niveles Maternelle y Élémentaire).
En 1986, la gestión de la escuela pasó a la MLF, incorporándose a su red internacional de escuelas y abriendo el nivel Collège (primeros años de secundaria o ESO). Posteriormente, la MLF pasó a ser su propietario.
Las limitaciones de espacio justificaron el traslado a Villanueva de la Cañada en 1993, sobre una parcela de titularidad municipal con cesión del derecho de superficie, en nuevos edificios que permitieron la apertura del nivel Lycée (últimos años de secundaria o bachillerato). En esta ocasión, el nombre de la escuela pasó a ser Lycée Molière.
Entre 2003 y 2013 se inauguraron laboratorios de ciencias, instalaciones deportivas, y un edificio multifuncional (auditorio, biblioteca, etc.).
El colegio lanzó su webradio en 2016, se convirtió en centro examinador del Baccalauréat en 2018, y obtuvo la bandera de ecoescuela en 2019, que incluye iniciativas educativas como huertas, un pequño estanque e incluso un gallinero.
El portal de acceso principal fue rediseñado y reconstruido en 2023, coincidiendo con los 50 años del colegio.

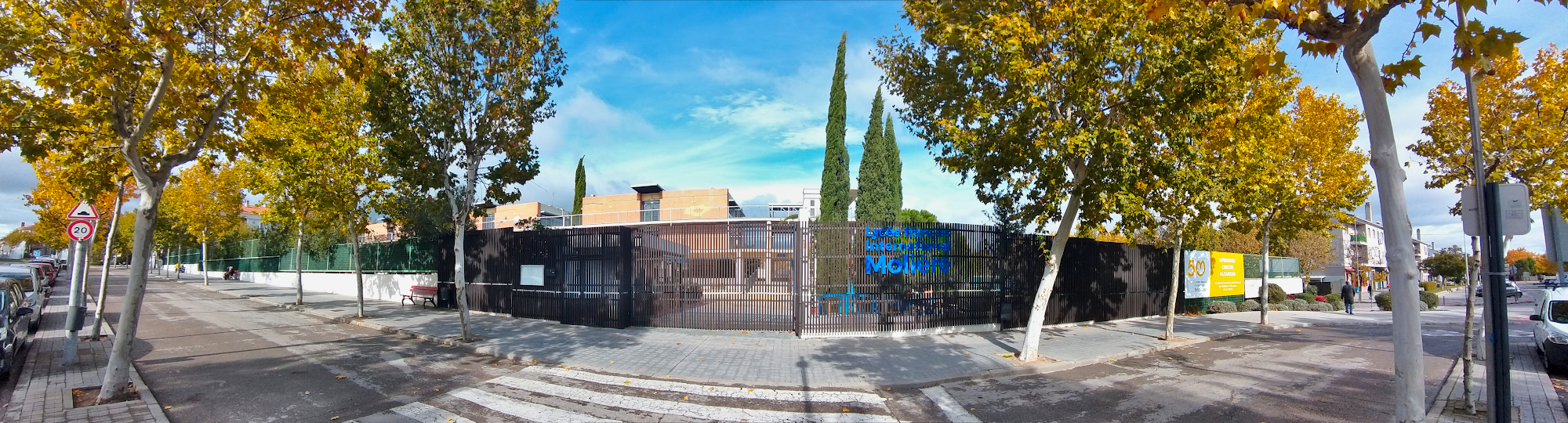
Lycée Français International Molière, Villanueva de la Cañada, Madrid, Espagne - entrada principal, calle Cristo - nov. 2023

El centro tiene alrededor de 700 alumnos, de entre ellos muchos alumnos internacionales provenientes de Francia, Bélgica y otros países. 